# Omar Agha
Omar Agha, dit Omar Pacha, né à Lesbos, en Grèce, et mort à Alger, fut dey d'Alger, du 11 avril 1815, jusqu’à sa mort, le 8 septembre 1817.
Il est connu pour avoir déclenché une guerre contre Tunis, et pour avoir dirigé des raids barbaresques contre des navires américains. Une expédition de la marine américaine dirigée par le capitaine Stephen Decatur a été menée en 1815 contre la régence d'Alger. L'épisode est connu sous le nom de seconde guerre barbaresque. L'opération a incité Omar à signer un traité mettant fin aux attaques de piraterie, un traité qu'il a dénoncé peu de temps après, ce qui entraina le bombardement d'Alger en 1816.

## Biographie

### Origines
Omar Agha était un renégat grec originaire de l'île de Lesbos. Il prend le pouvoir à la suite de l’exécution de Mohamed Khaznadji, le 7 avril 1815.

### Dey d'Alger
À la suite d'attaques de corsaires barbaresques contre des navires américains, une expédition de l'US Navy dirigée par le capitaine Stephen Decatur, à la tête d'une escadre de neuf navires, est menée en 1815 contre la régence d'Alger. L'épisode est connu sous le nom de seconde guerre barbaresque.
Dans une lettre adressée au Sultan ottoman Mahmud II, il déclare : " les corsaires et algériens se sont emparés d'un bateau américain et l'ont ramené jusqu'à Alger où ils ont tué l'équipage.Ensuite, quatre frégates américaines se sont emparées de deux bateaux algériens, l'un dans le port de Carthagène, l'autre à Alicante en Espagne. Puis les Américains sont arrivés à Alger ; ils ont réclamé leurs compatriotes ; lorsqu'ils apprirent qu'ils n'existaient plus, ils sont repartis." 
La ville n'étant défendue par aucun navire, l'escadre atteint Alger et entame des négociations avec le dey d'Alger. Omar Agha finira par capituler le 30 juin 1815. La flotte de celui-ci qui se composait alors de plus de vingt gros navires dont cinq frégates et plusieurs corvettes était dispersé en Méditerranée et ne défendait pas sa capitale. Il dénonce le traité peu de temps après et reprend ses attaques.
Le Congrès de Vienne, qui s'est penché sur le problème des esclaves chrétiens résultant de la piraterie barbaresque, charge le Royaume-Uni de faire entendre raison au dey d'Alger et aux beys de Tunis et de Tripoli.
Si ces deux derniers se montrent conciliants, il n'en est pas de même pour Omar Agha. Il faut le bombardement d'Alger le 27 août 1816 par l'escadre anglo-néerlandaise commandée par l'amiral britannique Lord Exmouth, pour amener le dey à la raison. Mais malgré la signature d'un traité et la libération de 3 000 esclaves chrétiens, cela a peu d'effet puisque le dey force la population juive locale à reconstruire Alger, à la place des esclaves chrétiens.  Le Congrès d'Aix-la-Chapelle évoque à nouveau le problème de piraterie barbaresque en 1818.

## Décès
Omar est mort, dans son palais, son fils Mohamed qui avait peur des janissaires est resté à Tiaret (Village Ain Sarb) et son deuxième fils Ali a quitté la Régence d'Alger et est resté à Tunis, le 8 septembre 1817 par les janissaires, Omar Pacha étranglé à la suite de ses défaites répétées, et à des problèmes intérieurs. La conspiration est menée par Ali Khodja, son successeur.
À sa mort, il avait réparé les fortifications, construit de nouvelles batteries, nettoyé le port, acheté et équipé quatre navires corsaires, et mis Alger à l’abri de toute attaque par mer.